# Scaphorhina rugipennis
Scaphorhina rugipennis är en skalbaggsart som beskrevs av Edgar von Harold 1878. Scaphorhina rugipennis ingår i släktet Scaphorhina och familjen Melolonthidae. Inga underarter finns listade i Catalogue of Life.